# Kloster Egmond
Die Benediktiner-Abtei Egmond (Abtei St. Adalbert, Sint Adelbertsabdij) liegt auf dem Gebiet von Egmond. Sie ist die älteste Abtei der Niederlande.

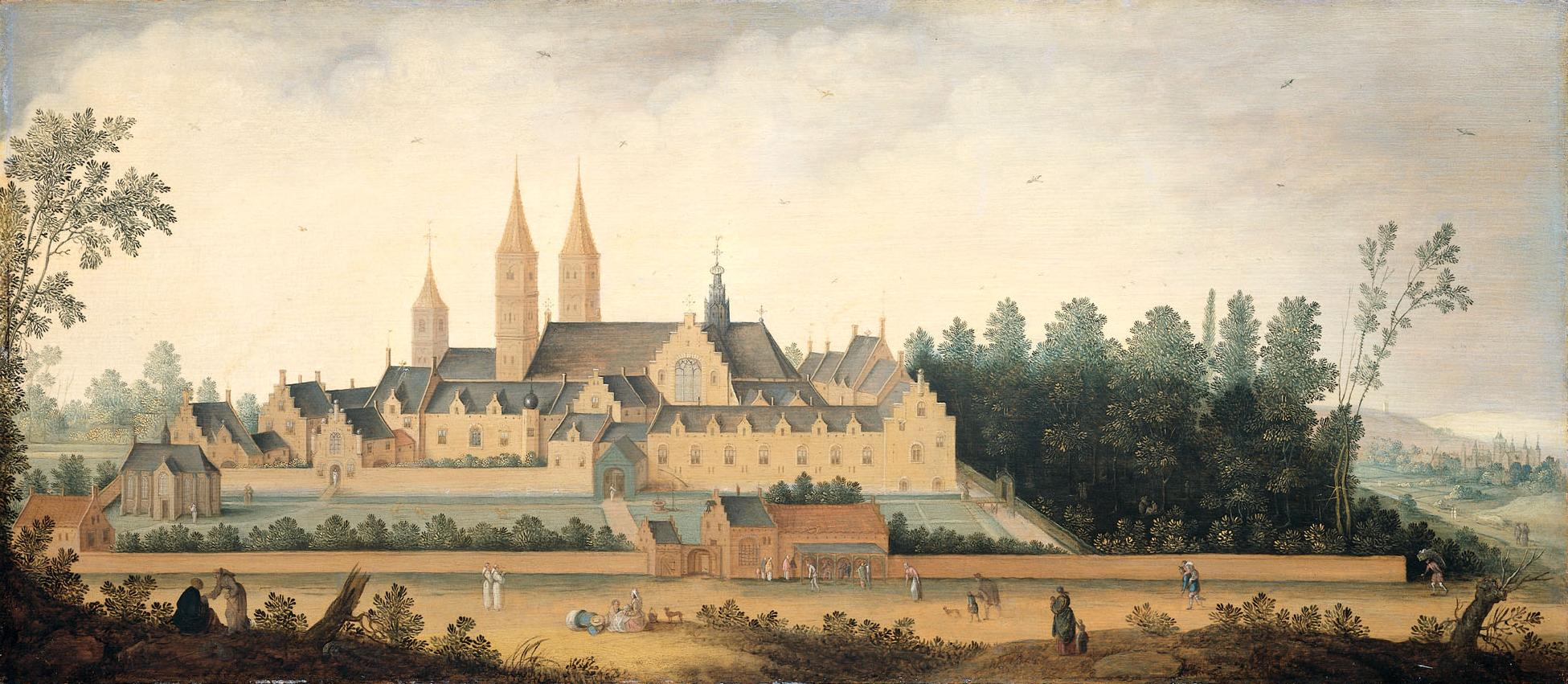
Blick auf die [historische] Abtei von Egmond-Binnen (Ölgemälde von Claes Dirksz van der Heck – 1638)

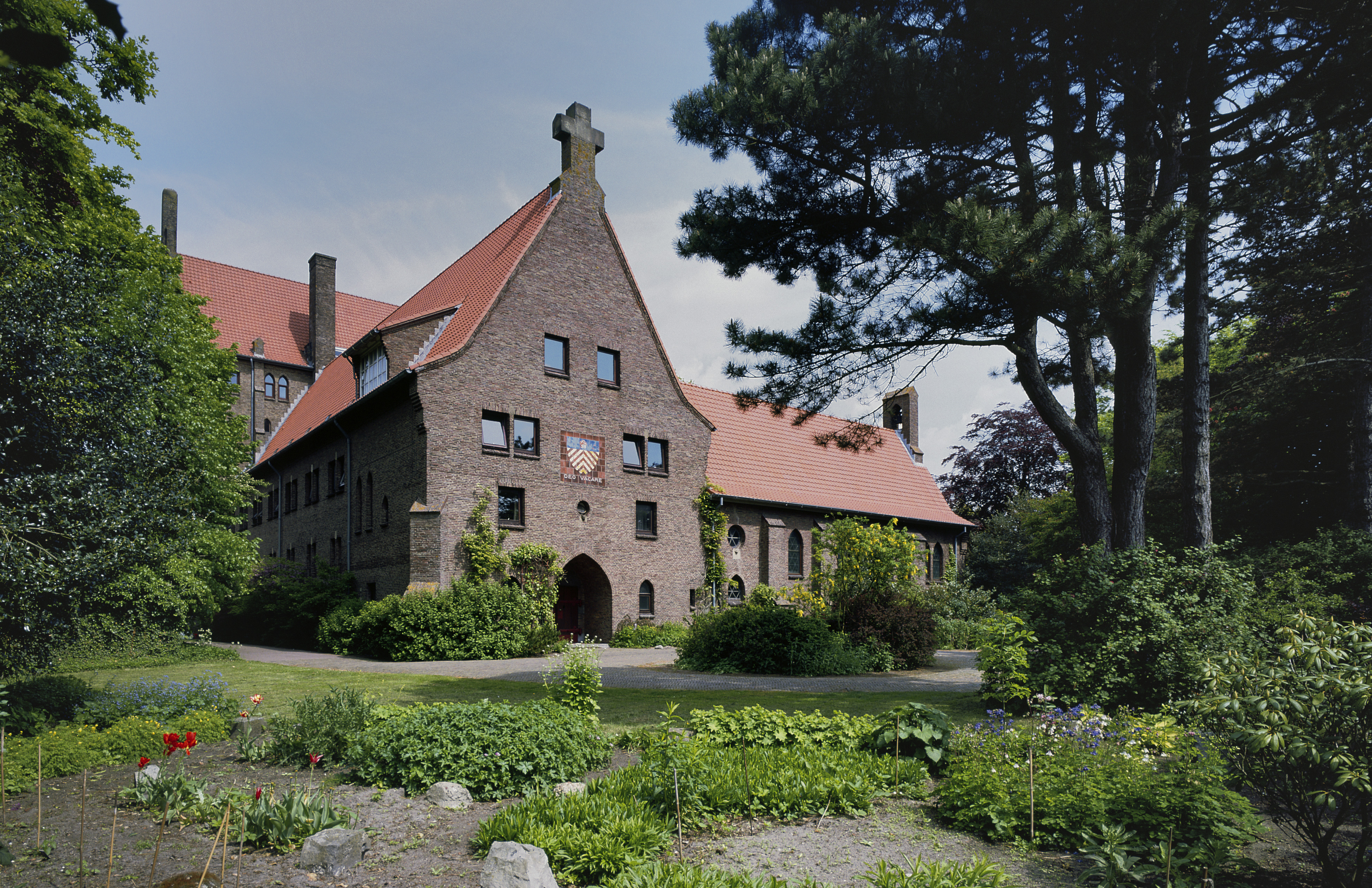
Heutige Benediktinerabtei Egmond

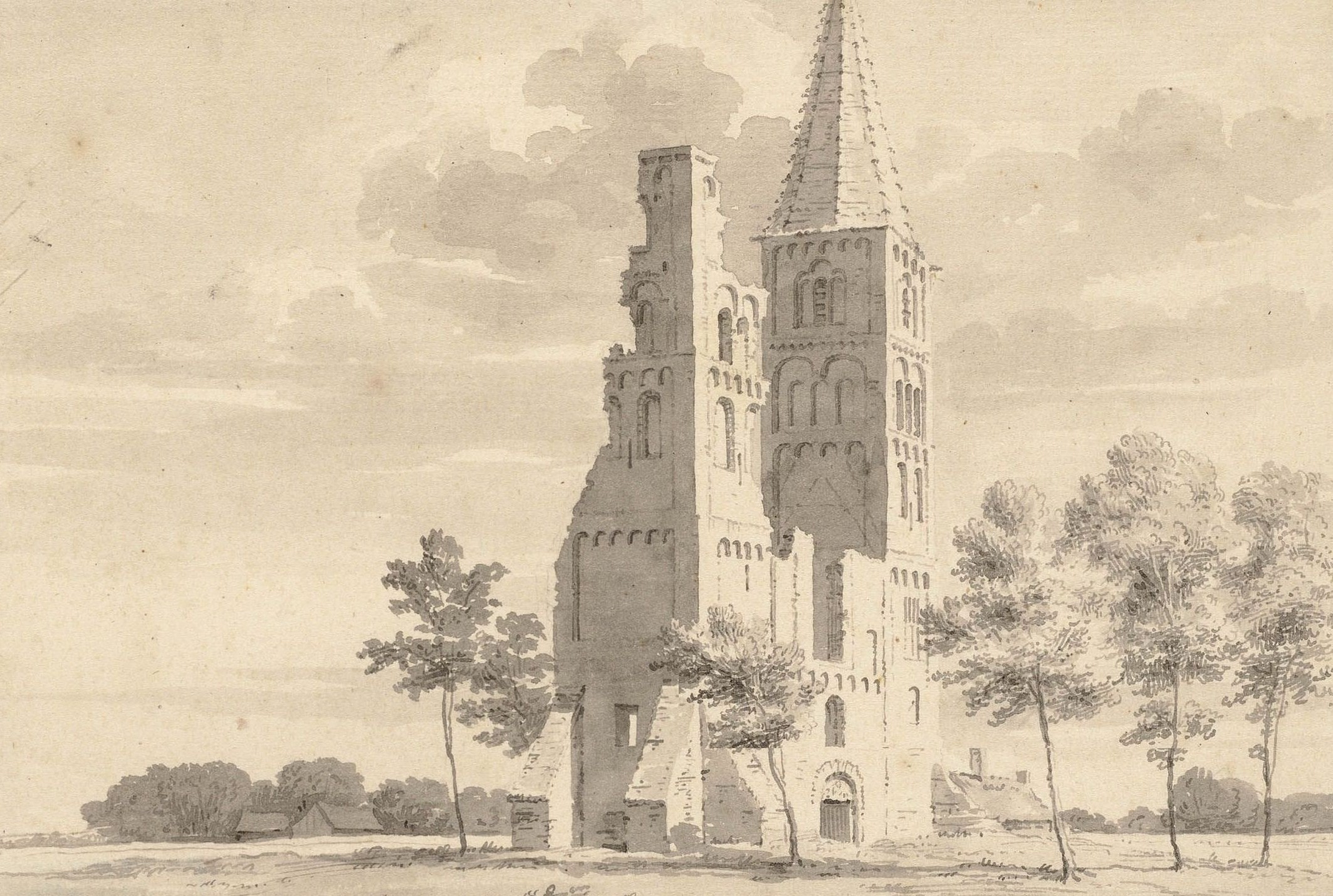
Ruine der alten Abtei Egmond um 1725

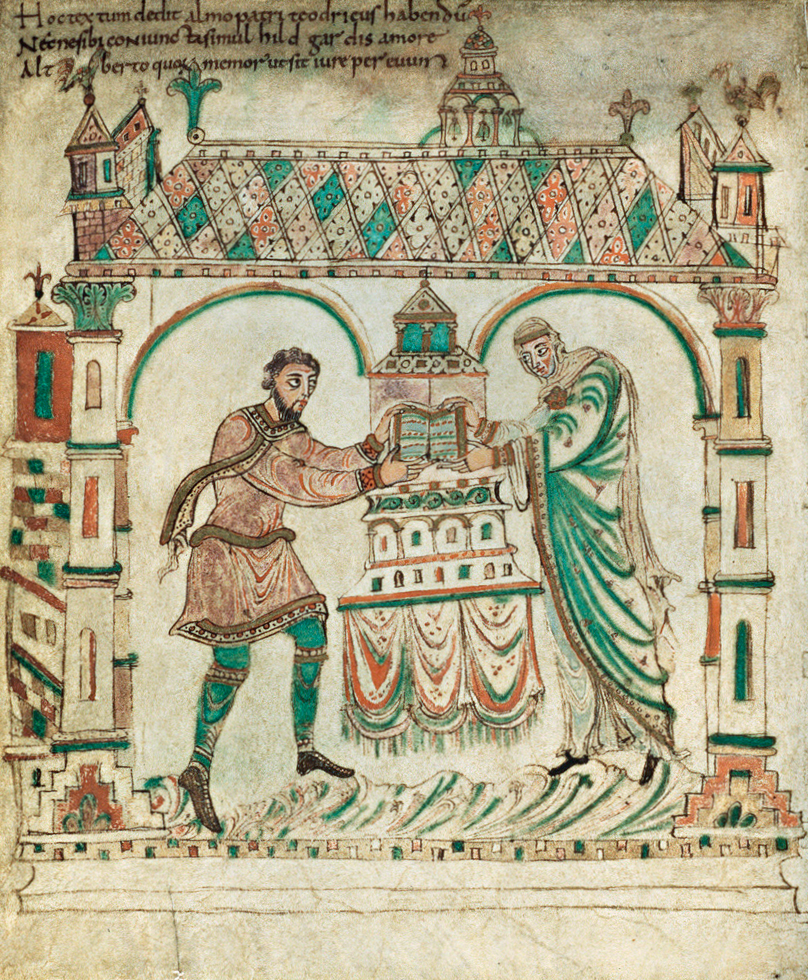
Seite aus dem Egmond-Evangeliar (10. Jahrhundert)

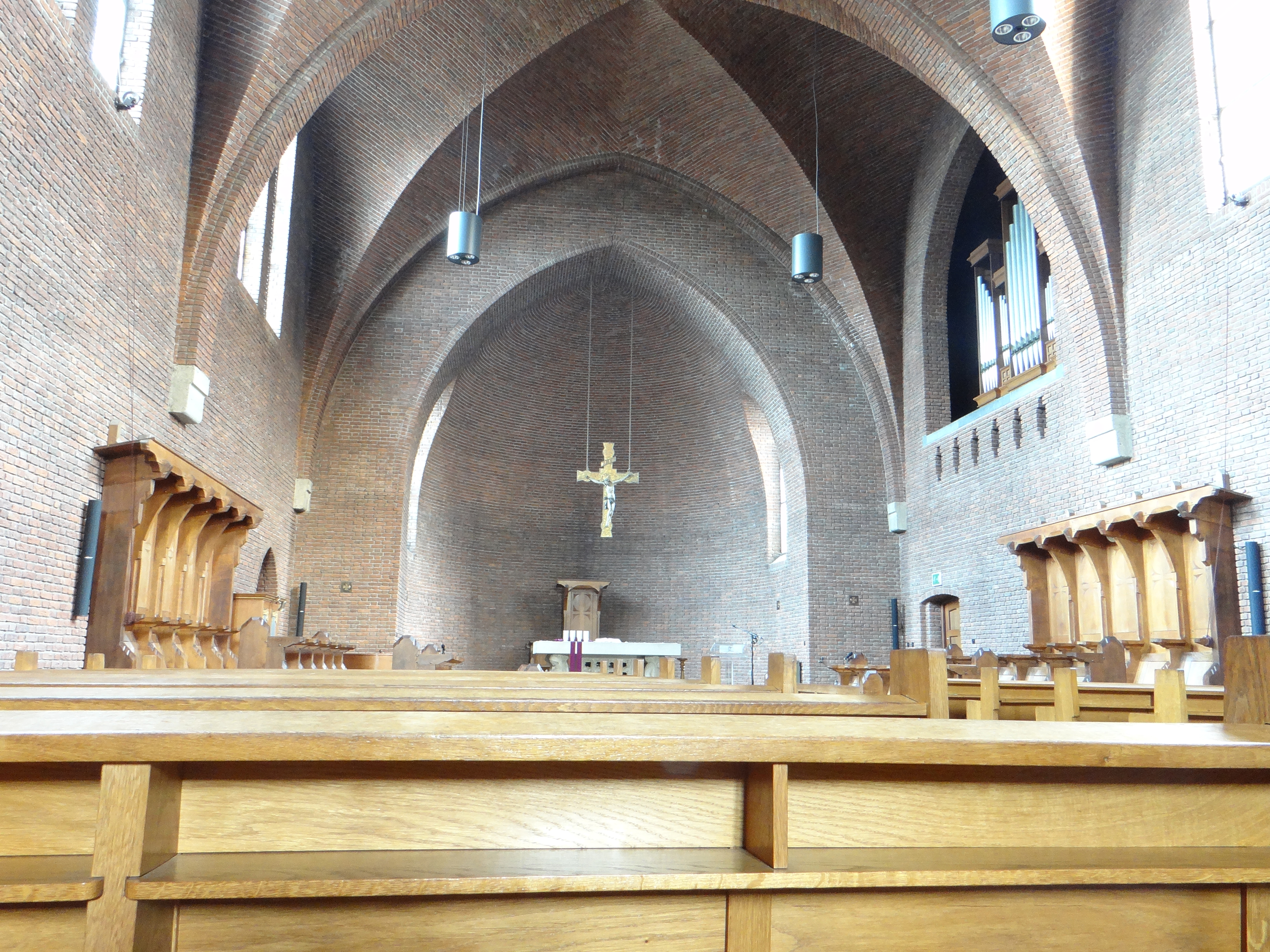
Heutige Abteikirche

## Geschichte
Das Kloster wurde in der ersten Hälfte des 10. Jahrhunderts vom holländischen Grafen Dietrich (Dirk) I. gegründet. Kurz darauf wurde es von den Wikingern zerstört, nahezu sofort jedoch wieder aufgebaut.
Im 10. bis 12. Jahrhundert war das Kloster Egmond die Grablege der Grafen von Holland (Dietrich I., Dietrich II., Arnulf von Gent, Dietrich III., Florens I., Dietrich V. und Florens II.). Das Kloster erhielt in den darauf folgenden Jahrhunderten viele Privilegien, und die Äbte bekamen großen weltlichen Einfluss. Aus der Klostervogtei ging das Adelsgeschlecht der Grafen von Egmond (oder Egmont) hervor, aus dem Graf Lamoral später traurige Berühmtheit erlangte.
Im Achtzigjährigen Krieg wurde die Abtei 1573 von den Geusen unter Sonoy zerstört und dann aufgelöst. Die Wertsachen wurden verkauft zur Finanzierung der Leidener Universität und blieben so teilweise erhalten. Viele Kunstschätze der Abtei, darunter eine Chronik Hollands aus dem Mittelalter, befinden sich im Museum Catharijneconvent (Katharinenkonvent) in der Stadt Utrecht. Das im Kloster entstandene bedeutende Egmond-Evangeliar gelangte in die Königliche Bibliothek in Den Haag.
Im Jahre 1934 begann der Wiederaufbau. 1935 war das Kloster so weit fertiggestellt, dass es wiederbegründet werden konnte. 1947 wurde es als Konventualpriorat selbständig; 1950 wurde es zur Abtei erhoben. Die Abtei besteht bis heute.

## Klosterwerkstätten und Ausstellungen
Für Touristen attraktiv wird die Abtei heute durch eine Kerzengießerei und eine kleine Töpferei, die zu besichtigen sind und deren Produkte man dort kaufen kann. Außerdem gibt es wechselnde Kunstausstellungen.

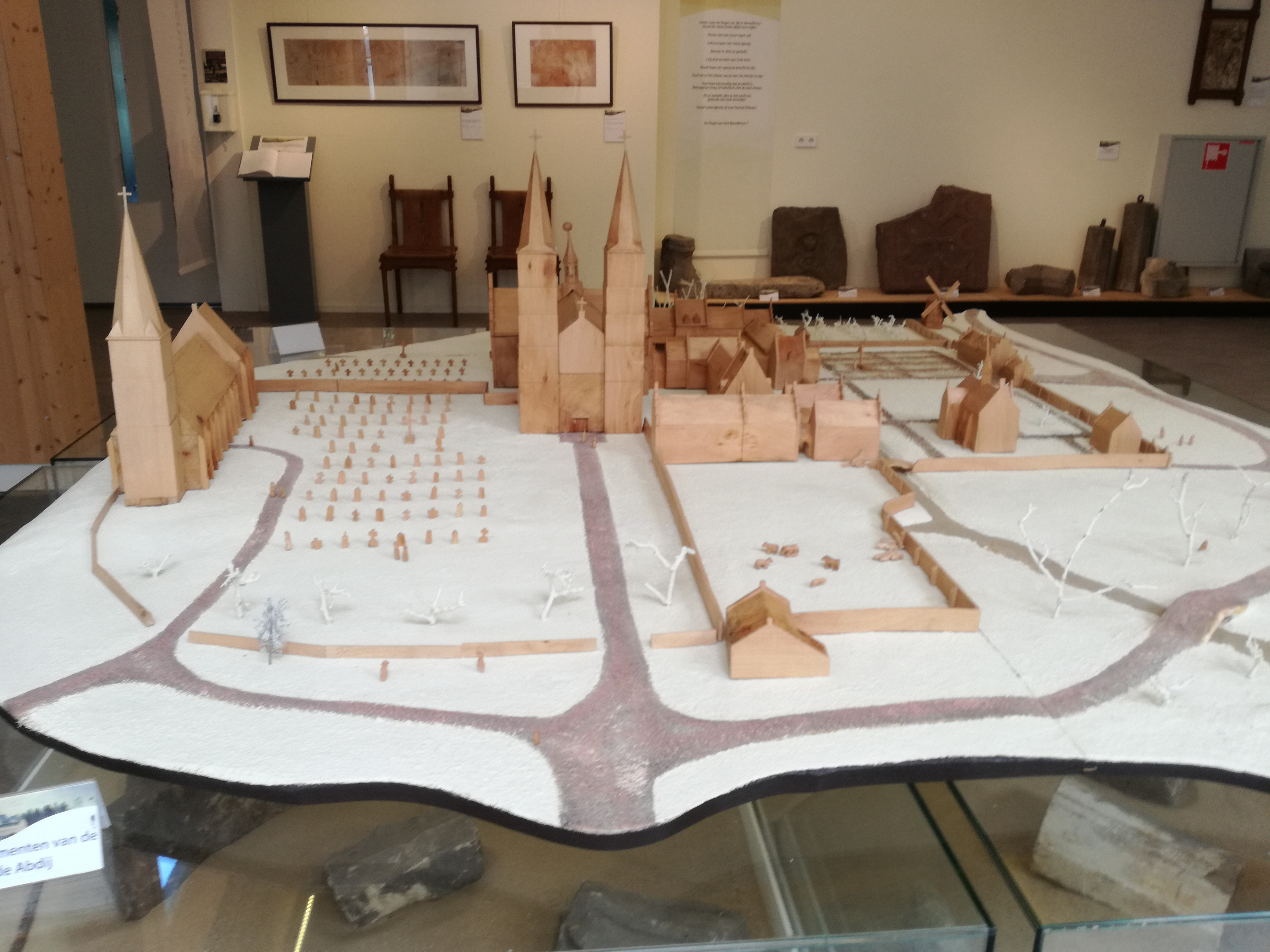
Modell der alten Abtei Egmond